# オキナワフグ
オキナワフグ（沖縄河豚、学名：Chelonodontops patoca）は、フグ目フグ科に属する魚類の一種。

## 分布
オキナワフグはインド洋から西部太平洋にかけて分布し、日本近海では紀伊半島以南の沿岸にみられる。熱帯の浅い海で生活するが、淡水・汽水域に進出することも多く、河口付近やマングローブ地帯には特に多い。

## 形態
体の背面は茶褐色で、多くの白色斑をもつなど、トラフグ属の仲間と似た姿をしている。腹側は黄色味を帯び、全長は30cmに達する。標準体長で最大38cmの記録がある。背鰭・臀鰭・胸鰭の鰭条はすべて軟条で、それぞれ9-11本・8本・15-16本。

## 分類
以前はChelonodon属（旧オキナワフグ属）に分類されていたが、2013年にChelonodon属はLeiodon属の新参異名（シノニム）とされ、本種はChelonodontops属に移されている。

## 食性
雑食性で、甲殻類・多毛類・貝類などを捕食する。

## 毒性
日本では食用として珍重されるとする資料もあるが、生殖腺、消化管、肝臓、筋肉、皮膚は有毒で食用不可であり、台湾では死亡例も報告されている。日本では琉球列島を除けば稀種とされ、トラフグ属などの類似種との誤認による中毒被害が懸念されている。